# Pierre Beuffeuil
Pierre Beuffeuil (L'Éguille, 30 ottobre 1934) è un ex ciclista su strada francese.
Professionista tra il 1955 ed il 1967, vinse due tappe al Tour de France.

## Carriera
Le principali vittorie da professionista furono il Circuit d'Aquitaine e la Poitiers-Saumur-Poitiers nel 1956, una tappa al Tour de France nel 1960, una tappa al Tour de l'Oise nel 1964, il Grand-Prix de Saint-Tropez e  una tappa al Tour de France nel 1966. Partecipò a sei edizioni del Tour de France.

## Palmarès
- 1956 (Mercier-BP-Hutchinson, due vittorie)

Circuit d'Aquitaine
Poitiers-Saumur-Poitiers
- 1960 (Mercier-BP-Hutchinson, una vittoria)

20ª tappa Tour de France (Besançon > Troyes)
- 1964 (Mercier-BP-Hutchinson, una vittoria)

1ª tappa Tour de l'Oise (Creil > Compiègne)
- 1966 (Kamomé-Dilecta-Dunlop, due vittorie)

Grand-Prix de Saint-Tropez
21ª tappa Tour de France (Montluçon > Orléans)

### Altri successi
- 1956

Prix Martini (Felletin)
Criterium di Pompadour
Criterium di Vergt
- 1959

Criterium di Auzances
Prix St. George (Périgueux)
- 1961

Critérium cycliste international de Quillan
- 1962

G.P. de la ville et des commerçants de Guéret
Circuit des genêts verts (Maël-Pestivien)
- 1965

Criterium di Chaniers
Criterium di Saint-Just
- 1967

Criterium di Querrien
Criterium di Valence-sur-Baïse
- 1968

Criterium di Saint-Thomas-de-Conac

## Piazzamenti

### Grandi Giri
- Tour de France

1956: 31º
1960: 31º
1961: 28º
1962: 50º
1963: 47º
1966: 71º

### Classiche monumento
- Milano-Sanremo

1966: 54º
1967: 44º
- Giro delle Fiandre

1960: 31º
- Parigi-Roubaix

1957: 54º
1960: 33º
1961: 67º
1962: 20º
1963: 19º